# J. C. Brandy
Justine Chelsea „J. C.“ Brandy (* 15. November 1975 in Chelsea, London) ist eine britische Schauspielerin und Musikerin.

## Leben
Brandy besuchte die London Academy of Music and Dramatic Art. Sie hatte 1989 ihren ersten Fernsehauftritt im Film Wolf und spielte auch in der folgenden gleichnamigen Fernsehserie. Weitere Auftritte in Serien folgten, wie etwa in Palm Beach-Duo (1992–1998), Raumschiff Enterprise: Das nächste Jahrhundert (1993), Mord ist ihr Hobby (1995), Strong Medicine: Zwei Ärztinnen wie Feuer und Eis (2001), CSI: Den Tätern auf der Spur (2004) und Zeit der Sehnsucht (2005).
Filme, in denen sie spielte, sind unter anderem Ein Vater auf der Flucht (1991), Halloween VI – Der Fluch des Michael Myers (1995), Dogstar (1997), Teufel im Blut (1998), Lucinda's Spell (1998), I'm the Elephant, U Are the Mouse (1998), Prometheus Bound (2002), Comedy Hell (2006), Liebe wagt neue Wege (2007) und Prank (2008). 2003 gewann sie beim Biarritz International Short Film Festival einen Award als beste Schauspielerin für ihre Rolle im Kurzfilm God's Helper.
Brandy ist zusätzlich Gitarristin und Songschreiberin in der Frauenrockband Lo-Ball und trug zum Soundtrack in Schatten der Wahrheit bei.
Ihren Ehemann Nathaniel Kunkel traf sie während der Aufnahmen ihrer Band, deren Album er mischen sollte. Die beiden haben eine Tochter.

## Filmografie (Auswahl)
- 1989–1990: Wolf (Fernsehserie, 12 Folgen)
- 1991: Coconut Downs (Fernsehfilm)
- 1991: Ein Vater auf der Flucht (Runaway Father, Fernsehfilm)
- 1992–1998: Palm Beach-Duo (Silk Stalkings, Fernsehserie, drei Folgen)
- 1993: Raumschiff Enterprise: Das nächste Jahrhundert (Star Trek: The Next Generation, Fernsehserie, eine Folge)
- 1994: Familiendrama in Beverly Hills – Die Geschichte der Menendez-Brüder (Menendez: A Killing in Beverly Hills, Fernsehfilm)
- 1994: I’m the Elephant, U Are the Mouse
- 1995: Mord ist ihr Hobby (Murder, She Wrote, Fernsehserie, eine Folge)
- 1995: Halloween VI – Der Fluch des Michael Myers (Halloween: The Curse of Michael Myers)
- 1996: Clan der Vampire (Kindred: The Embraced, Fernsehserie, eine Folge)
- 1997: Dogstar
- 1997: Hollywood Safari
- 1998: Teufel im Blut (Devil in the Flesh)
- 1998: Lucinda’s Spell
- 2000: Schatten der Wahrheit (What Lies Beneath)
- 2001: God’s Helper (Kurzfilm)
- 2001: Strong Medicine: Zwei Ärztinnen wie Feuer und Eis (Strong Medicine, Fernsehserie, eine Folge)
- 2000: Bar Hopping (Fernsehfilm)
- 2002: Prometheus Bound
- 2003: Boomtown (Fernsehserie, eine Folge)
- 2004: CSI: Vegas (CSI: Crime Scene Investigation, Fernsehserie, eine Folge)
- 2004: Asleep at the Wheel on the Road to Nowhere (Kurzfilm)
- 2005: Zeit der Sehnsucht (Days of Our Lives, Fernsehserie, eine Folge)
- 2005: McBride: The Chameleon Murder (Fernsehfilm)
- 2006: Comedy Hell
- 2007: Liebe wagt neue Wege (Love’s Unfolding Dream, Fernsehfilm)
- 2008: Prank
- 2009: Zimm (Fernsehserie, 1 Folge)
- 2011: The Victim – Traue keinem Fremden (The Victim)
- 2011: Femme Fatales (Fernsehserie, 2 Folgen)

## Auszeichnungen
- 2003: Best Actress Award (Biarritz International Short Film Festival) für God's Helper[1]